# Daichi Kamada
Daichi Kamada (født 5. august 1996) er en japansk fodboldspiller der spiller for Crystal Palace.
Han har spillet for flere forskellige klubber i sin karriere, herunder Sagan Tosu, Eintracht Frankfurt og SS Lazio